# Encephalartos poggei
Encephalartos poggei — вид голонасінних рослин класу саговникоподібні (Cycadopsida).
Етимологія: вшанування Пола Поґе (Paul Pogge), німецького колекціонера 19-го століття в Центральній Африці і колектора типового зразка.

## Опис
Рослини деревовиді; стовбур 2 м заввишки, 30 см діаметром. Листки довжиною 70–150 см, синьо-зелені, напівглянсові; хребет зелений, прямий, жорсткий або прямий з останньою третиною різко загнутою; черешок прямий, з 1–6 шипами. Листові фрагменти лінійні або ланцетні; середні — 8–15 см завдовжки, 7–13 мм завширшки. Пилкові шишки 2–3, вузькояйцевиді, жовті, 10–30 см завдовжки, 3–7.5 см діаметром. Насіннєві шишки 2–3, яйцевиді, жовті, завдовжки 17–23 см, 9–12 см діаметром. Насіння довгасте, завдовжки 20–33 мм, шириною 17–23 мм, саркотеста червона.

## Поширення, екологія
Країни поширення: Ангола; Демократична Республіка Конго. Росте на висотах від 500 до 1000 м над рівнем моря. Цей вид росте в сухий савані з високою травою. Рослини часто ростуть як одинокі індивіди, але можуть утворювати великі колонії.

## Використання
Цей вид може бути використаний як джерело їжі під час голоду.